# Cirumpak
Cirumpak is een bestuurslaag in het regentschap Tangerang van de provincie Banten, Indonesië. Cirumpak telt 4058 inwoners (volkstelling 2010).